# Округ Лафејет (Флорида)
Лафејет (енгл. Lafayette County) је округ у америчкој савезној држави Флорида. По попису из 2010. године број становника је 8.870.

## Демографија
Према попису становништва из 2010. у округу је живело 8.870 становника, што је 1.848 (26,3%) становника више него 2000. године.
| Група             | 2000.         | 2010.         |
| Белци             | 5.286 (75,3%) | 6.266 (70,6%) |
| Афроамериканци    | 1.009 (14,4%) | 1.411 (15,9%) |
| Азијати           | 9 (0,1%)      | 13 (0,1%)     |
| Хиспаноамериканци | 642 (9,1%)    | 1.076 (12,1%) |
| Укупно            | 7.022         | 8.870         |